# ОШ „Јован Цвијић” Сирча
ОШ „Јован Цвијић” је државна установа основног образовања, која је почела са радом 1893. године у Сирчи, на територији града Краљева.
Школа је основана на једном длу црквеног земљишта, у кући која је раније служила као свештенички стан и општинска судница. После преправке школа је почела са радом јануара 1894. године. У једној учионици били су смештени ученици свих разреда. Настава је обављана сваког дана у сва четири разреда пре и после подне. Четвртком и недељом, после подне, извођена је настава у петом и шестом разреду продужне школе. Половином 1910. године, од средстава мештана и уз помоћ Општине, изграђена је нова школска зграда.
За време Првог светског рата и аустроугарске окупације школа је радила повремено и у њој се искључиво писало латиницом. У Другом светском рату, тачније 30. октобра 1941. године, окупатор је спалио село и школску зграду. Школа данашње име носи од децембра 1966. године.
Године 1985, изграђена је нова школска зграда и отворена предшколска установа. 
У новембру 2010. године школу је задесио земљотрес који је оставио огромне последице. Због тога је школа следећу школску годину започела у просторијама ОШ „Браћа Вилотијевић” у Грдици. За то време санирани су санитарни чворови за ученике, одрађена нова фасада и извршено је статичко укрућивање старе школске зграде у којој се налазе два кабинета и простор за предшколску установу. У августу 2012. године завршена је фискултурна сала.